# Simony Diamond
Simony Diamond (Budapest, 21 de julio de 1983) es una actriz pornográfica y modelo erótica húngara. Empezó su carrera en la industria pornográfica en 2002. Ha aparecido en varios sitios web de contenido para adultos y en revistas eróticas.

## Premios y nominaciones
| Año  | Premio           | Resultado | Categoría                                         | Película                    |
| ---- | ---------------- | --------- | ------------------------------------------------- | --------------------------- |
| 2005 | Premios AVN      | Nominada  | Mejor escena de sexo en solitario                 | Millionaire                 |
| 2005 | Premios AVN      | Nominada  | Mejor escena de sexo en una producción extranjera | Millionaire                 |
| 2009 | Premios Hot d'Or | Nominada  | Mejor actriz europea                              | Billionaire                 |
| 2010 | Premios AVN      | Nominada  | Mejor escena de sexo en trío de chicas            | Cindy Hope Is Fresh On Cock |
| 2011 | Premios Galaxy   | Nominada  | Prenominados de Europa: Mejor intérprete femenina | —                           |
| 2014 | Miss FreeOnes    | Nominada  | Mejor MILF                                        | —                           |
| 2014 | Miss FreeOnes    | Nominada  | Miss FreeOnes                                     | —                           |